# Schilbe bocagii
Schilbe bocagii és una espècie de peix de la família dels esquilbèids i de l'ordre dels siluriformes.

## Morfologia
Els mascles poden assolir els 24 cm de llargària total.

## Distribució geogràfica
Es troba a Àfrica: rius Cuanza i Bengo a Angola.